# Tragédie aérienne de Sault-au-Cochon
La tragédie aérienne du Sault-au-Cochon, qui a fait 23 morts le 9 septembre 1949, est le premier écrasement d'avion ayant entraîné des poursuites pénales en raison d'un acte criminel en Occident. Il n'est cependant pas le premier écrasement d'un avion de transport au Québec puisque, le 24 juillet 1948, un Douglas DC-3 d'Air Rimouski, transportant principalement des bûcherons de la Consolidated Bathurst, s'était écrasé à Cap-Bon-Ami, secteur de Grande-Grave (aujourd'hui dans le parc national Forillon) faisant 29 morts. Il est en outre le premier dont la nouvelle a pris une dimension internationale.

## Écrasement
Le 9 septembre 1949, un DC-3 d'Air Rimouski (qui sera intégré par la suite à Québecair, filiale de la Canadian Pacific Airways), en provenance de Montréal, décolle de son escale à l'aéroport de Sainte-Foy à Québec, à 10 h 20 avec 5 minutes de retard. À 10 h 45, il survole le village de  Sault-au-Cochon, situé près du Cap Tourmente, à 65 km à l'est de Québec. Au moment où il amorce son virage vers le fleuve, l'avion explose.
Les équipages de deux navires en transit sur le fleuve entendent l'explosion et voient des débris virevolter dans l'air, parfois plus haut que l'avion lui-même. Celui-ci s'écrase au-dessus du cap, à 3 km de la voie ferrée. Des témoins donnent l'alerte.
Trois agents sont immédiatement envoyés sur les lieux. Après avoir monté le cap et s'être frayé un sentier dans les bois, ils aperçoivent l'épave et les débris éparpillés autour. Les passagers, morts sur le coup, sont amoncelés en avant et en arrière de la cabine. Il y a 23 morts, dont 19 passagers. Parmi eux, se trouvent trois dirigeants de la Kennecott Copper Corporation de New York, qui sont également des cadres de la Quebec Iron and Titanium, propriétaire de plusieurs mines dans la Côte-Nord. Tous ces gens se rendaient à Baie-Comeau, lieu d'escale de l'avion.

## Enquête
Dès le lendemain, la nouvelle va prendre une dimension internationale dans les journaux. Les autorités américaines réclament, de leur côté, une enquête rapide, à cause du climat d'incertitude. En effet, certaines personnes se demandent si, dans le climat de début de guerre froide, il ne s'agirait pas d'un attentat terroriste relié aux milieux communistes.
Dès le 9, deux experts ingénieurs, S. M. Francis et Stanley Lynn, se sont rendus sur les lieux du crash afin d'examiner les débris de l'appareil et de tenter de trouver une explication à l'explosion. Ils sont accompagnés de trois chimistes et de plusieurs techniciens. Ils découvrent rapidement que l'explosion a eu lieu dans la soute à bagages à l'avant gauche de l'avion. Des pièces de métal sont découvertes autour de l'avion qui auraient pu servir de détonateur. Après quelques jours, on en vient à la conclusion que l'explosion est due à de la dynamite probablement placée dans un colis piégé que l'on a déposé dans l'appareil lors de l'escale de L'Ancienne-Lorette.
La Sûreté du Québec enquête aussi et regarde de plus près les antécédents des passagers et de leurs proches. L'une des victimes se nomme Rita Morel, épouse d'un citoyen de Québec, Albert Guay. Le matin même du crash, celui-ci avait contracté une police d'assurance à son nom de 10 000 $ en cas de mort accidentelle. Le même matin, Marguerite Pitre, une amie d'Albert Guay, avait fait déposer dans l'avion un colis devant être livré à Baie-Comeau. Il était plus que probable, selon les enquêteurs, qu'il aurait pu contenir la bombe.

## Arrestations
Le 14 septembre, Edmond Chassé, correspondant du journal Le Canada, de Montréal, suggère le premier qu'il pourrait s'agir d'un geste criminel notamment orchestré par une femme. Chassé remportera d'ailleurs le plus grand prix de journalisme au Canada, le National Newspaper Award du Toronto Press club (nouvelle d’actualité/Breaking news) pour son scoop dans cette affaire.
Le 19 septembre, Le Petit Journal de Montréal laisse filtrer l'information que la police s'apprête à arrêter une femme qui aurait apporté le colis à l'avion. Le lendemain, Généreux Ruest, habitant le quartier Saint-Roch à Québec, se présente à la police et déclare que c'est sa sœur Marguerite qui est allée le porter à l'avion, qu'il contenait une statuette devant être livrée à Baie-Comeau et qu'il s'agissait d'une commission de la part d'Albert Guay. Celui-ci lui avait donné rendez-vous le matin du 9 à la Gare du Palais afin de lui remettre le bagage, ainsi que de l'argent pour payer le taxi et l'affranchissement de la livraison. En retour, il acceptait d'annuler la dette de 600 $ qu'elle lui devait.
Le 23 septembre, jour de son 31e anniversaire, Albert Guay, accusé du meurtre de sa femme, ainsi que de 22 autres personnes, est arrêté à son domicile du quartier Saint-Sauveur. L'enquête préliminaire est fixée au 4 octobre.
Généreux Ruest, né le 14 juin 1900, et sa sœur Marguerite, le 5 septembre 1908, étaient les enfants d'Édouard Ruest et d'Adèle Ross. Ils sont tous deux nés à Saint-Octave-de-Métis, non loin de Mont-Joli.

## Albert Guay
Albert Guay, né à Québec le 23 septembre 1918, se faisait passer pour un bijoutier-horloger mais il n'était en réalité qu'un colporteur de montres. Il se querellait souvent avec sa femme et était tombé amoureux d'une serveuse de restaurant de 17 ans, Marie-Ange Robitaille, qu'il rencontrait dans une maison de chambre de Saint-Roch appartenant à Marguerite Pitre.
Marie-Ange manifestait parfois le désir de le quitter car elle ne considérait l'avenir que dans le mariage. Guay décide alors de se débarrasser de sa femme. Comme le divorce est interdit par l'Église et que la demande d'un bill privé à Ottawa pour divorcer est extrêmement coûteux, il envisage l'assassinat. Il demande d'abord à une de ses connaissances de l'aider à l'empoisonner mais, devant le refus de ce dernier, il préfère s'y prendre autrement. C'est alors que lui vient l'idée d'envoyer sa femme en avion à Baie-Comeau et de le faire exploser par une bombe qu'il y aurait préalablement placée.
Il demande d'abord à Marguerite Pitre, décidément bien naïve, d'acheter de la dynamite à la quincaillerie Samson et Giroux de Québec afin, affirme-t-il, de défricher un terrain boisé qu'il vient d'acquérir sur la Côte-Nord. Il recrute ensuite Généreux Ruest, frère de Marguerite et bricoleur à ses heures, afin qu'il lui fabrique une bombe à retardement avec la dynamite, un mécanisme d'horlogerie et des piles de lampe de poche. Ruest, qui s'y connaît en mécanisme d'horlogerie, accepte de l'aider.
Le matin du 9, Guay achète un billet aller-retour Québec-Baie-Comeau pour sa femme en plus de l'assurance-vie de 10 000 dollars canadiens (
112627 dollars actuels). Puis, il rencontre Marguerite Pitre à la Gare du Palais et lui remet la statuette contenant la bombe qu'elle doit emmener à l'avion. Enfin, il accompagne sa femme à l'aéroport. Une dispute entre les deux fait subir un retard de 5 minutes au décollage de l'avion . S'il était parti à l'heure, il aurait explosé au-dessus du fleuve et toutes traces de preuves incriminant Albert Guay auraient disparu dans la mer.

## Procès et suites
Le procès d'Albert Guay se déroule au Palais de Justice de Québec et débute le 23 février 1950. Des débris sont montrés comme pièces à conviction. Des experts et des connaissances de l'accusé témoignent. On met également en évidence le fait qu'un écrasement aérien a eu lieu dans des conditions à peu près identiques aux Philippines quelques mois auparavant. Le 14 mars, Guay est déclaré coupable et doit être pendu le 23 juin.
En juin, Guay réussit cependant à gagner du temps et passe à ses propres aveux. Il accuse Marguerite Pitre et Généreux Ruest d'avoir substitué à son propre colis un autre paquet contenant l'engin explosif. Comme les policiers semblent plutôt sceptiques, il déclare que ses complices étaient au courant de toute la machination, et qu'il est prêt à témoigner contre eux à un éventuel procès.
Cela pourrait être considéré comme un stratagème pour lui faire gagner du temps et ainsi obtenir un sursis avant d'être pendu, mais les policiers décident de ne pas prendre de risques. Le 6 juin, Généreux Ruest est arrêté et huit jours plus tard sa sœur Marguerite l'est à son tour.
Ruest est jugé en novembre. Il admet avoir fabriqué la bombe, mais nie avoir été au courant des véritables intentions de Guay. Celui-ci lui avait fait croire vouloir défricher son terrain à Baie-Comeau. Malgré le manque de preuves, il est reconnu coupable de meurtre le 13 décembre.
Le procès de Marguerite Pitre se déroule du 6 au 16 mars 1951. Encore plus que Généreux Ruest, elle est victime de l'acharnement des procureurs de la Couronne qui la traitent comme une manipulatrice de premier ordre. En réalité, elle n'est que naïve et peu intelligente. Elle est aussi la cible de la vindicte de la populace qui la croit aussi coupable qu'Albert Guay.
Albert Guay est pendu à la prison de Bordeaux (Montréal) le 12 janvier 1951. Ses derniers mots sont : « Au moins je meurs célèbre ! ». Généreux Ruest, 52 ans, est à son tour pendu le 25 juillet 1952, malgré la tuberculose osseuse dont il est atteint depuis des années. Enfin, le 9 janvier 1953, Marguerite Pitre, 44 ans, devient la dernière femme à être pendue au Canada.

## Un émule d'Albert Guay
Le 1er mai 1955, un avion de la United Airlines explose au-dessus du Colorado, tuant 48 personnes. Deux semaines plus tard, le fils d'une des passagères, Jack Gilbert Graham, est arrêté. S'inspirant de l'affaire Albert Guay, il avait assuré la vie de sa mère pour une somme de 37 000 $ dans le cadre des risques de voyages aériens. Il avait préparé ses valises, plaçant une bombe à retardement dans l'une d'elles.
Les policiers du Colorado se sont inspirés des mêmes méthodes que celles utilisées par les policiers du Québec. Graham, comme Guay, fut condamné à mort.

## Littérature
L'affaire a servi d'inspiration directe et de trame de fond au roman Le crime d'Ovide Plouffe de Roger Lemelin.

## Télévision
- 1993 : Les grands procès, procès de Marguerite Ruest-Pitre interprété par Marie-Renée Patry

## Sources
- La tragédie de Sault-au-Cochon de la série Les grands drames de l'histoire du Québec. Stéphane Tremblay. APFTQ. Canada. 2000. Il a été télédiffusé au Canal Historia le 10 septembre 2001.
- Dollard Dansereau. Causes célèbres du Québec. Éditions Léméac. 1974.